# Brachystola
Brachystola is een geslacht van rechtvleugeligen uit de familie Romaleidae. De wetenschappelijke naam van dit geslacht is voor het eerst geldig gepubliceerd in 1876 door Scudder.

## Soorten
Het geslacht Brachystola omvat de volgende soorten:
- Brachystola behrensii Scudder, 1877
- Brachystola eiseni Bruner, 1906
- Brachystola magna Girard, 1854
- Brachystola mexicana Bruner, 1904
- Brachystola ponderosa Bruner, 1906
- Brachystola virescens Charpentier, 1845